# Anales de la Facultad de Medicina
Anales de la Facultad de Medicina, abreviado An. Fac. Med., es una revista científica de medicina que es editada por la Universidad Nacional Mayor de San Marcos, Lima , Perú, desde el año 1918 con una publicación trimestral.
Es una publicación de la Facultad de Medicina "San Fernando" de la Universidad Nacional Mayor de San Marcos, auspiciado por el Consejo Superior de Investigación. Está dedicado a la publicación de los resultados de investigaciones originales e inéditas en las áreas de medicina, práctica médica, enseñanza médica universitaria y salud pública.

## Indización
Anales de la Facultad de Medicina está indizada en la base de citados y resúmenes:
- LIPECS (Literatura Peruana en Ciencias de la Salud)
- LILACS (Literatura Latinoamericana en Ciencias de la Salud)
- LATINDEX (Sistema Regional de Información en Línea para Revistas Científicas de América Latina, el Caribe, España y Portugal)
- SciELO (Scientific Electronic Library Online)
- SciELO Perú (Biblioteca Científica Electrónica en Línea)
- RedALyC (Red de revistas Científicas de América Latina, el Caribe, España y Portugal)
- IMBIOMED (Índice Mexicano de Revistas Biomédicas Latinoamericanas)
- DOAJ (Direcory of Open Access Journals)
- HINARI (Health Internet Network Access to Research Initiative)
- Scopus